# Arequipa
Arequipa (phát âm tiếng Tây Ban Nha: [aɾeˈkipa]) là một thành phố trực thuộc tỉnh và khu hành chính cùng tên ở Peru. Đây là trụ sở của Tòa án Hiến pháp Peru và thường được mệnh danh là "thủ đô pháp lý của Peru". Đây là thành phố đông dân thứ hai ở Peru chỉ sau thủ đô Lima, với dân số đô thị là 1.008.290 người theo điều tra dân số năm 2017.
Khu vực của nó bao gồm 21 quận bao gồm khu vực nền tảng trung tâm, nơi có trụ sở chính quyền thành phố. Thành phố có GDP danh nghĩa là 9.445 triệu USD và GDP danh nghĩa trên đầu người là 10.277 USD. Giai đoạn 2015 nó từng có GDP đầu người là 18.610 USD khiến nó trở thành thành phố có hoạt động kinh tế lớn thứ hai ở Peru.
Arequipa cũng là một trung tâm công nghiệp và thương mại quan trọng của Peru, được coi là thành phố công nghiệp thứ hai của đất nước. Trong lĩnh vực công nghiệp của mình, các sản phẩm sản xuất và dệt len từ lạc đà đóng vai trò quan trọng. Nó cũng duy trì các mối liên kết thương mại với Chile, Bolivia và Brazil, với thành phố trên tuyến đường sắt phía Nam Peru và thành phố cảng Matarani.
Thành phố được thành lập vào ngày 15 tháng 8 năm 1540, với tên gọi "Biệt thự tuyệt đẹp của Đức Mẹ Mông Triệu" dưới tên của Hầu tước Francisco Pizarro. Ngày 22 tháng 9 năm 1541, quốc vương Carlos V ra lệnh gọi nó là "Thành phố Arequipa". Trong suốt thời kỳ phi pháp luật, thành phố có được tầm quan trọng nhờ vai trò kinh tế nổi bật, và được đặc trưng bởi sự trung thành đối với Hoàng gia Tây Ban Nha. Trong lịch sử Cộng hòa của Peru, thành phố từng là tâm điểm của các cuộc nổi dậy dân chủ, dân chủ và dân chủ. Thành phố này cũng là cái nôi của những nhân vật trí thức, chính trị và tôn giáo đáng nổi bật. Vào thời Cộng hòa, thanh phố này đã được trao tặng danh hiệu "Thành phố anh hùng của những người dân tự do Arequipa".
Trung tâm lịch sử của nó trải dài trên diện tích 332 ha và đã được UNESCO công nhận là di sản thế giới. Di sản lịch sử và sự hoành tráng mà nó sở hữu cùng với những không gian văn hóa và danh lam thắng cảnh đa dạng của nó đã biến nó thành một thành phố chủ nhà của du lịch quốc gia và quốc tế, ở trung tâm lịch sử của nó làm nổi bật kiến trúc tôn giáo là sản phẩm cộng hòa và phó vương có sự pha trộn giữa đặc điểm Tây Ban Nha và tự tôn, điều đó đã tạo thành một trường phái phong cách riêng gọi là "Trường phái Arequipeña"  mà ảnh hưởng của nó đến Potosí (Bolivia).